# TACAM T–60
A TACAM T–60 (Tun Anticar pe Afet Mobil, „önjáró páncéltörő ágyú”) egy román páncélvadász volt, melyet a második világháborúban használtak. A páncélos létrehozásához a szovjetektől zsákmányolt T–60 könnyű harckocsi teknőjét használták, amelynek eltávolították a lövegtornyát, helyére pedig doboz szerű felépítményt szerkesztettek, amely elöl és két oldalt nyújtott védelmet a kezelőszemélyzet számára. Fegyverzetül az ugyancsak szovjet zsákmányból származó 76,2 mm-es űrméretű F−22 hadosztályágyút választották. 1943-ban 34 darabot alakítottak át a bukaresti Leonida gyárban.

## Leírás
A TACAM T–60 fő fegyverzete egy szovjet eredetű 76,2 mm űrméretű F–22 hadosztályágyú, amelyet a T–60 könnyű harckocsi alvázára helyeztek. Az ágyú futóművét leszerelték, és a járműbe egy új állványra erősítették. Az ágyú köré doboz szerű küzdőteret alakítottak ki, ami hátul és felül nyitott volt, ez mindössze a kézifegyverek és tüzérségi lövedékek repeszei ellen védte a személyzetet. Az új küzdőtér páncéllemezei 15 mm vastagságúak voltak, amiket zsákmányolt BT–7 harckocsikból vágtak ki. Az ágyút jobbra és balra is 32°-ban, felfelé 8°, lefelé pedig 5°-ban lehetett kitéríteni. A jármű belsejében negyvennégy darab lövedéket hordozhattak a fő fegyverhez. A harckocsitestet módosították az új feladatkörhöz, új motorháztetőt készítettek a motor jobb hűtése érdekében és a jármű belsejét is átalakították, hogy több lövedéket helyezhessenek el benne. Az új löveggel járó súlynövekedés miatt erősebb torziós rugókkal és új futógörgőkkel látták el a járművet. A futógörgőket fékkel is ellátták, amelyeket tüzelés közben használtak. A harckocsitest páncélzata 15–35 mm vastag volt. Árokáthidaló képessége 1,3 méter, lépcsőmászó képessége fél méter, gázló képessége 0,6 méter volt.

## Fordítás
- Ez a szócikk részben vagy egészben  a   TACAM T-60 című angol Wikipédia-szócikk ezen változatának fordításán alapul.  Az eredeti cikk szerkesztőit annak laptörténete sorolja fel. Ez a jelzés csupán a megfogalmazás eredetét és a szerzői jogokat jelzi, nem szolgál a cikkben szereplő információk forrásmegjelöléseként.